# Esquirol volador de Winston
L'esquirol volador de Winston (Hylopetes winstoni) és una espècie de rosegador de la família dels esciúrids. És endèmic de Sumatra (Indonèsia). El seu hàbitat natural són els boscos primaris, on viu a altituds d'entre 1.000 i 1.500 msnm. El seu entorn pateix desforestació a causa de la tala d'arbres i la transformació del terreny per a usos agrícoles.
Aquest tàxon fou anomenat en honor del primer ministre britànic Winston Churchill.